# My Senpai is Annoying
My Senpai is Annoying (Originaltitel 先輩がうざい後輩の話 Senpai ga Uzai Kōhai no Hanashi) ist eine von Shiro Manta gestartete Web-Mangareihe, die sich an eine erwachsene weibliche Leserschaft (Josei) richtet und in den Gattungen Romantische Komödie und Slice of Life zu verorten ist. Manta startete den Manga im März des Jahres 2018 und veröffentlicht die Reihe im Onlinemagazin Comic Pool des Verlages Ichijinsha.
Der Manga folgt der Büroangestellten Futaba Igarashi, die aufgrund ihrer Körpergröße fälschlicherweise für ein Kind gehalten wird und sich unentwegt über ihren Mitarbeiter Harumi beschwert. Das Studio Dōga Kōbō setzte die Serie als Anime-Fernsehserie, die ab Oktober 2021 im japanischen Fernsehen gezeigt wurde und international unter dem Titel My Senpai Is Annoying anlief.

## Handlung
Futaba Igarashi ist eine Büroangestellte von kleiner Statur, weswegen sie häufig für ein Kind gehalten wird. Durch ihren stürmischen Mitarbeiter Harumi Takeda wird sie regelmäßig in komische und missverständliche Situationen verwickelt, weswegen sie sich häufig über ihn beschwert. Obwohl sie sich häufig über Takeda beklagt, ist es ihren Freunden und Mitarbeitern klar, dass sie insgeheim Gefühle für ihn hegt und Probleme hat, sich damit anzufreunden.

## Medien

### Web-Manga
Shiro Manta startete Senpai ga Uzai Kōhai no Hanashi am 28. März 2018 als Web-Manga und veröffentlicht diesen im Onlinemagazin Comic Pool des Verlages Ichijinsha. Bis September 2021 wurden elf Bände im Tankōbon-Format herausgegeben.
Anfang April 2022 wurde angekündigt, dass sich Carlsen Manga die Lizenz für eine deutschsprachige Veröffentlichung des Mangas gesichert habe. Seit Oktober 2022 erscheint der Manga in deutscher Übersetzung von Luise Steggewentz in bisher neun Bänden (Stand August 2025). Eine englische Fassung erscheint beim US-amerikanische Mangaverlag Seven Seas Entertainment.
Im Mai 2021 wurde ein Crossover-Projekt mit den Werken Ijiranaide, Nagatoro-san und My Next Life as a Villainess angekündigt. Dabei handelt es sich um einen Web-Manga von Bcoca, welcher auf allen Social-Media-Kanälen der drei Franchises erscheint und nach sechs Kapiteln abgeschlossen ist. Das erste Kapitel wurde am 28. Mai 2021 veröffentlicht.

### Anime-Fernsehserie
Am 1. Juli 2020 gab der japanische Verlag Ichijinsha bekannt, dass Senpai ga Uzai Kōhai no Hanashi eine Umsetzung als Anime-Fernsehserie erhalten werde. Die Serie entstand im Studio Dōga Kōbō. Anfang Februar 2021 wurde bekannt, dass die Serie unter der Regie von Ryota Itoh entstand. Yoshida Narita schrieb das Drehbuch basierend auf der Web-Manga-Vorlage. Shigemitsu Abe entwarf das Charakterdesign, während Hiroaki Tsutsumi die Serienmusik komponierte. Das Lied im Vorspann, Annoying! San-san Week!, wurde von Aoi Koga gesungen, während Yui Horie das Abspannlied Niji ga Kakaru made no Hanashi interpretierte.
Die erste Folge der zwölf Episoden umfassenden Animeserie startete am 9. Oktober 2021 im japanischen Fernsehen, wo dieser auf Tokyo MX, BS11, GYT, HTB, TUF und Animax gezeigt wird. Funimation sicherte sich die Lizenz an der Serie für eine Ausstrahlung außerhalb Asiens, während Muse Communication den Anime in Süd- und Südostasien zeigt. Im deutschsprachigen Raum wird der Anime auf Wakanim im Simulcast mit deutschen Untertiteln gezeigt. Zwischenzeitlich gab Funimation bekannt, dass der Anime eine englischsprachige Synchronisation erhält.

#### Synchronisation
| Rolle           | Japanische Stimme (Seiyū) |
| --------------- | ------------------------- |
| Futaba Igarashi | Tomori Kusunoki           |
| Harumi Takeda   | Shunsuke Takeuchi         |
| Natsumi Kurobe  | Reina Aoyama              |
| Yūto Sakurai    | Yui Horie                 |
| Ojī-san         | Akio Ōtsuka               |
| Tōko Sakurai    | Saori Hayami              |
| Sōta Kazama     | Reiō Tsuchida             |
| Mona Tsukishiro | Aoi Koga                  |

## Rezeption
Bis September 2021 verkauften sich rund eine Million Einheiten der Mangareihe alleine in Japan. Im Jahr 2018 gewann Senpai ga Uzai Kōhai no Hanashi bei den Next Manga Awards in der Kategorie Web-Manga.
In der Handlungsbeschreibung des US-amerikanischen Verlages heißt es, dass der Manga für Fans von Bürokomödien wie Aggretsuko oder The Office geeignet sei. Caitlin Moore schrieb die Mangareihe in ihrer Besprechung des ersten Bandes für Anime News Network, dass die Serie am ehesten mit Keine Cheats für die Liebe vergleichbar sei. In ihrer Rezension, bei der sie dem Manga eine eher negative Kritik gab, beschrieb sie die Nutzung von Farbe positiv, während sie die Charaktere stereotypisch, langweilig und eindimensional bezeichnete.